# TCW Tower
El TCW Tower es un rascacielos de 39 pisos y 158 metros de Los Ángeles, California (Estados Unidos). Es el 19.º de edificio más alto de la ciudad. El 
edificio fue completado en 1990. El edificio y su autor, Albert C. Martin & Associates, fueron galardonados con el Outstanding Structural Design Award por el Los Angeles Tall Building Structural Design Council.

## Inquilinos
- Law Offices of Harris & Associates
- Quinn Emanuel Urquhart & Sullivan
- TCW Group

## Galería
|                                                    |
| The TCW Tower with the 777 tower in the background |